# James Carroll (Politiker, 1791)

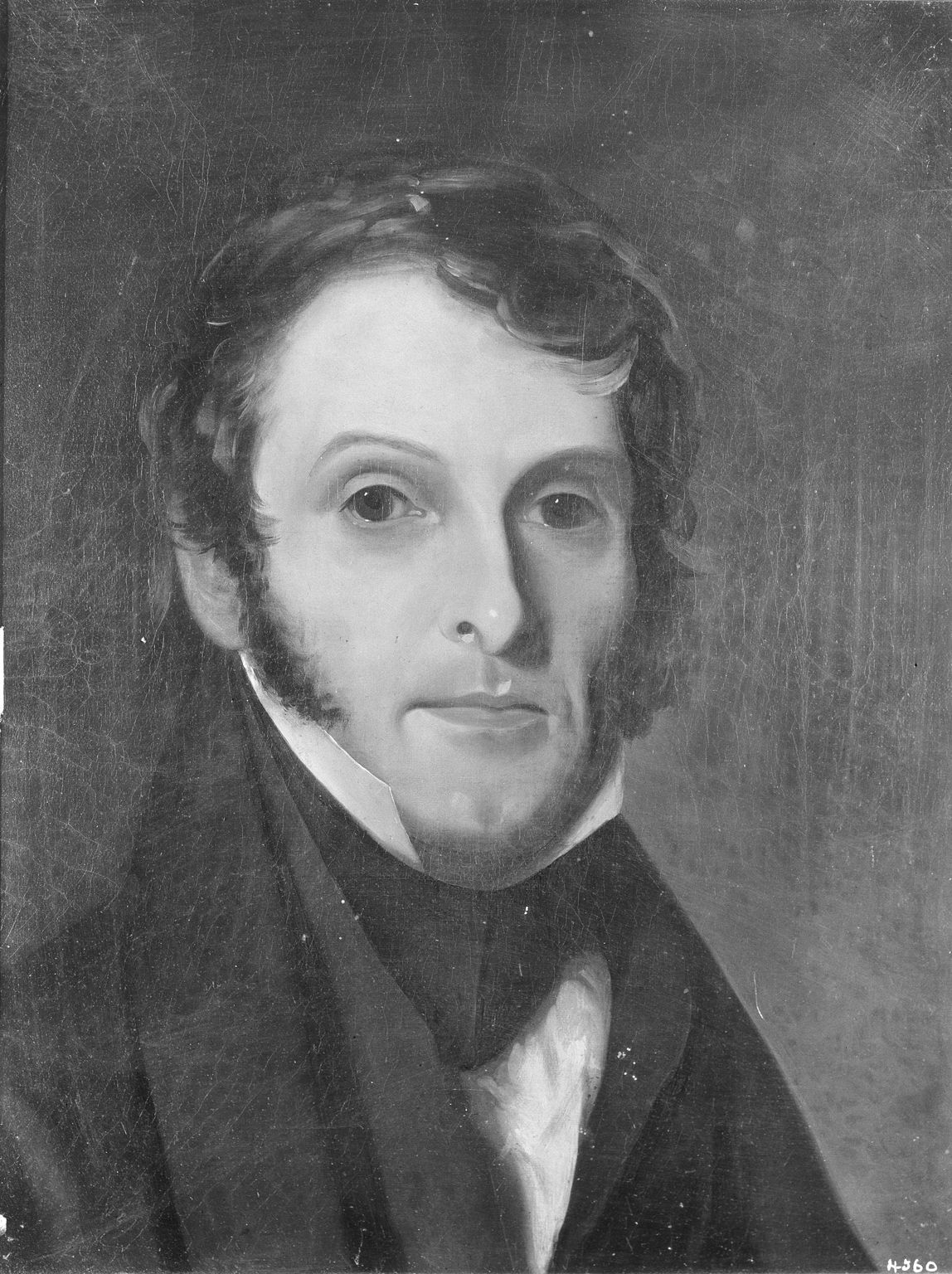
James Carroll (1827) Autor/Artist: William James Hubard (1807–1862)

James Carroll (* 2. Dezember 1791 in Baltimore, Maryland; † 16. Januar 1873 ebenda) war ein US-amerikanischer Politiker. Zwischen 1839 und 1841 vertrat er den Bundesstaat Maryland im US-Repräsentantenhaus.

## Werdegang
James Carroll besuchte bis 1808 das St. Mary’s College in Baltimore. Danach studierte er Jura, ohne aber als Rechtsanwalt zu arbeiten. Stattdessen ließ er sich auf einer Farm am West River nieder. Im Jahr 1831 kehrte er nach Baltimore zurück, wo er Richter am Vormundschaftsgericht für Waisenkinder wurde. Außerdem war er einer der Direktoren der Baltimore and Ohio Railroad und der Chesapeake and Ohio Canal Company. Politisch schloss er sich der Demokratischen Partei an.
Bei den Kongresswahlen des Jahres 1838 wurde Carroll im vierten Wahlbezirk von Maryland in das US-Repräsentantenhaus in Washington, D.C. gewählt, wo er am 4. März 1839 sein neues Mandat antrat. Da er im Jahr 1840 auf eine erneute Kandidatur verzichtete, konnte er bis zum 3. März 1841 nur eine Legislaturperiode im Kongress absolvieren. Im Jahr 1844 bewarb sich Carroll erfolglos um das Amt des Gouverneurs von Maryland. Danach zog er sich aus der Politik zurück. Er starb am 16. Januar 1873 in Baltimore.